# Chiens de race, les maîtres fous
 (mars 2015).
Chiens de race, les maîtres fous (anglais : Pedigree Dogs Exposed) est un documentaire d'investigation anglais diffusé originellement sur la BBC le 19 août 2008, puis en français sur France 2 en 2010. Ce documentaire aborde la question de la santé du chien et des sélections d'élevage sur les hypertypes, incriminant notamment le Crufts et The Kennel Club.